# Szpachlówka
Szpachlówka, masa szpachlowa, masa zacierowa – substancja nakładana na podłoże w celu wypełnienia uszkodzeń i ubytków, jego wyrównania i wygładzenia.
Szpachlówki do samodzielnego wykonania:
- mieszanina kredy i pokostu lnianego
- emalia nitrocelulozowa i talk
- farba olejna i biel cynkowa